# Carrión de los Céspedes
Carrión de los Céspedes település Spanyolországban, Sevilla tartományban. Carrión de los Céspedes Chucena, Castilleja del Campo és Huévar del Aljarafe községekkel határos. Lakosainak száma 2617 fő (2024).

## Népesség
A település népessége az elmúlt években az alábbi módon változott:
| Lakosok száma | 2323 | 2274 | 2412 | 2511 | 2559 | 2563 | 2524 | 2544 | 2562 | 2617 |
|               | 2002 | 2005 | 2008 | 2010 | 2012 | 2015 | 2017 | 2019 | 2022 | 2024 |